# Джо (фильм, 1971)
«Джо» (или «Занятой человек») — французская детективная комедия 1971 года с Луи де Фюнесом в главной роли, ремейк американского фильма «The Gazebo», вышедшего в 1959 году.

## Сюжет
Писатель и драматург Антуан Бризбар (Луи де Фюнес) стал жертвой шантажа и вынужден время от времени передавать вымогателю, некоему мсье Джо, круглую сумму. Когда его терпению приходит конец, он решает избавиться от шантажиста. Под предлогом создания детективной пьесы Бризбар консультируется со своим адвокатом Кола (Ги Трежан), и тот, не зная истинной причины, даёт ему пару ценных советов по организации идеального убийства.
Наступает день встречи с Джо, мадам и актриса Бризбар отправляется в театр на пьесу, служанка — в кино, никто не может помешать Бризбару расправиться с негодяем. Но когда на пороге возникает мсье Джо, Бризбар не решается на убийство. Судьба же решает иначе, и Джо оказывается убит случайно выстрелившим пистолетом, выпавшим из рук Бризбара. Остаётся спрятать труп. И тут как нельзя кстати оказывается купленная накануне мадам Бризбар беседка, которую на следующий день должны установить в саду. Клочок земли под фундаментом и должен навсегда похоронить тайну Бризбара.
Вскоре после установки беседки в доме собираются гости, наспех заложенный фундамент не выдерживает выступающих танцоров и ломается. А тут ещё оказавшийся среди гостей инспектор полиции Дюкро (Бернар Блие) проявляет странный интерес к Бризбару. Инспектор Дюкро признаётся Бризбару, чем был вызван интерес к его персоне: оказывается, накануне Джо был найден застреленным в своей квартире, там же был обнаружен список жертв его шантажа, среди которых почему-то было имя самого Антуана Бризбара. Бризбар открывает инспектору семейную тайну: его жена является дочерью казнённого бандита и убийцы Граблена и если об это будет известно, карьере четы Бризбаров придёт конец. Но подозрения с мсье Бризбара снимаются, поскольку к тому времени удалось установить имя убийцы.

Теперь Антуан, подозревая, что, возможно, застрелил случайно своего знакомого, обзванивает всех, чтобы выяснить, не пропал ли кто-то из них в тот злополучный вечер.
Ночью начинается гроза и Антуан, замечая, что подмытая дождём беседка накренилась, решает укрепить фундамент цементом. Неожиданно появляются два гангстера, разыскивающие своего пропавшего сообщника Риби с крупной суммой денег и пришедшего накануне в дом Бризбаров. Ливень размывает сломанный фундамент и свалившаяся беседка раскрывает могилу с трупом Риби, который убил Джо и завладел всеми его деньгами. Забрав и дипломат с деньгами из руки покойника, гангстеры исчезают в ночи.
На следующий день мадам Бризбар замечает в гостиной бетонную статую человека, в которой Антуан замуровал Риби, и вызывает супруга на откровенный разговор. Узнав о случившемся, она пытается помочь ему спрятать труп в полном гостей доме, в котором, вдобавок, инспектор Дюкро, заподозрив неладное, с полицейскими ищет следы преступления.

## В ролях
- Луи де Фюнес — Антуан Бризбар
- Клод Жансак — Сильви Бризбар
- Бернар Блие — инспектор Дюкро
- Мишель Галабрю — Тонелотти, каменщик
- Доминик Зарди — Ле Дюк